# Augochlora ardens
Augochlora ardens är en biart som först beskrevs av Joseph Vachal 1911.  Augochlora ardens ingår i släktet Augochlora och familjen vägbin. Inga underarter finns listade.